# (96205) Ararat
Pour les articles homonymes, voir Ararat.

(96205) Ararat est un astéroïde de la ceinture principale découvert le 24 septembre 1992 par les astronomes allemands Freimut Börngen et Lutz D. Schmadel. Sa désignation provisoire était 1992 ST16.
Il doit son nom au mont Ararat en Turquie.